# Calonne-sur-la-Lys
Calonne-sur-la-Lys – to miejscowość i gmina we Francji, w regionie Hauts-de-France, w departamencie Pas-de-Calais.
Według danych na rok 1990 gminę zamieszkiwały 1493 osoby, a gęstość zaludnienia wynosiła 136 osób/km² (wśród 1549 gmin regionu Nord-Pas-de-Calais Calonne-sur-la-Lys plasuje się na 443. miejscu pod względem liczby ludności, natomiast pod względem powierzchni na miejscu 270.).